# Godinjak
Godinjak is een plaats in de gemeente Staro Petrovo Selo in de Kroatische provincie Brod-Posavina. De plaats telt 745 inwoners (2001).